# Deuterophysa albilunalis
Deuterophysa albilunalis là một loài bướm đêm trong họ Crambidae.